# Mister X macht Ferien
Mister X macht Ferien ist eine fragmentarische Kurzgeschichte des Schweizer Autors Friedrich Dürrenmatt, die 1953 entstand und 1978 erstmals veröffentlicht wurde.

## Inhalt
Mister X erbittet bei seinem Vorgesetzten Mister U Urlaub, um im Zäzilienstift „Gutes tun“ zu können. Dieser Bitte kommt sein Chef nach 6000 Jahren erstmals nach. Im Zäzilienstift ist Mister X nur als Gutsherr Soederbloem bekannt, der dem Stift monatlich zum Dreizehnten eine beträchtliche Summe per Post zukommen lässt. Nun soll der Postbote zusätzlich die Nachricht vom Besuch des vermeintlichen Gutsherrn überbringen. Vor der Überbringung des Briefes fällt dieser aber den Gangstern des Städtchens in die Hände. Diese beschließen daraufhin, das Zäzilienstift zu überfallen und den reichen Soederbloem zu entführen. Im Stift wird Mister X freudig empfangen. Der Überfall scheitert, nachdem der Gangsterkönig Pipi le Lis anfängt mit Kindern zu spielen und sich der zweite Gangster Bébé la Rose kurzfristig verliebt. Darüber hinaus verfällt die alte Ordnung und das „Gute“ lähmt den Lauf der Welt. Darauf beschließt Mister U den Urlaub von Mister X vorzeitig zu beenden. Das Böse kehrt wieder zurück. Nur das Liebespaar Bébé la Rose und Schwester Röschen wandern unberührt davon.
Es ist anzunehmen, dass hinter Mister U Gott (Das Gute) und hinter Mister X die Person des Teufels (Das Böse) steckt. Dies wird von Dürrenmatt so zwar nicht gesagt, geht aber aus den Beschreibungen der jeweiligen Tätigkeiten sowie der Wohn- und Arbeitsstätten hervor.

## Personen
Die Hauptpersonen des Textes bleiben namenlos. Zum einen sind das die Hauptperson Mister X und auch sein Vorgesetzter Mister U, aber auch beim Oberangestellten Y verzichtet Dürrenmatt auf einen Namen. Benannt wird dagegen der 45-jährige Briefbote Emilio. Des Weiteren leben in der Stadt „Ck...“ die Gangsterkönige Pipi le Lis und Bébé la Rose, die schöne Gangsterbraut May McMay sowie etliche weitere Gangster. Kurz erwähnt werden der Journalist JP Whiteblacke sowie der blinde Schankwirt Celio. Im Zäzilienstift leben neben der Domina weitere Schwestern wie Röschen von den zehntausend Matern und Eugenia von der schauerlichen Apokalypse.

## Ausgaben
Das Fragment Mister X macht Ferien entstand von April bis Juni 1953. Es wurde erstmals 1978 in Friedrich Dürrenmatts Lesebuch im Verlag der Arche (Zürich) veröffentlicht. 1980 erschien auch eine französische Übersetzung unter dem Namen Mister X prend des vacances. Im gleichen Jahr erschien der Text zusammen mit dem Prosastück Grieche sucht Griechin beim Diogenes Verlag. 2004 erschien der Text eigenständig im Maximilian Dietrich Verlag (Memmingen) illustriert mit Bildern von Thomas Löhning.